# Redectis pygmaea
Redectis pygmaea là một loài bướm đêm thuộc họ Noctuidae. Nó được tìm thấy ở New York tới Florida, phía tây đến Texas.
Sải cánh dài khoảng 14 mm. Con trưởng thành bay từ tháng 6 đến tháng 9.